# Каплиця Воскресіння Господнього (Тернопіль, РКЦ)
Каплиця Воскресіння Господнього в Тернополі — римсько-католицька каплиця, пам'ятка архітектури місцевого значення (охоронний номер 1917) в місті Тернополі, яка розташована на території Микулинецького цвинтаря.

## Історія та відомості
У 1861—1865 р. з ініціативи оо.-єзуїтів коштом парафіян інженер Ян Закжевський збудував каплицю.
Після Другої світової війни в святині розташовувалася майстерня з виготовлення надгробних пам'ятників.
Святиню обслуговують дієцезіальні священники тернопільського костелу Божого Милосердя i Матері Божої Неустанної Допомоги.
У каплиці похований римсько-католицький парох Янер Цирила.